# رخصة القيادة في النمسا

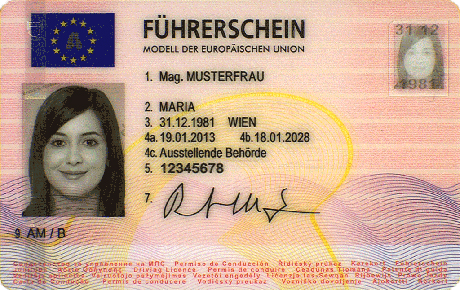
رخصة قيادة في النمسا

رخصة القيادة في النمسا (بالألمانية: Führerschein und Lenkberechtigung)‏ هي وثيقة رسمية تعطى لبعض الأشخاص في النمسا لتخول لحاملها قيادة كل أنواع المركبات ذات المحركات. في النمسا, العمر الأدنى للحصول على رخصة القيادة هو: 16 سنة للدراجات, 18 سنة للسيارة, و 21 سنة للحافلات و الشاحنات.

## كيفية الحصول على رخصة القيادة
للحصول على رخصة القيادة في النمسا, يتوجب الدراسة في مدرسة القيادة و اجتياز اختبار من مرحلتين: النظري و على الشارع.

## رخصة قيادة سيارات الإطفاء
رخصة قيادة رجال الإطفاء النمساويين مخصصة للاستخدام من قبل إدارات مكافحة الحرائق. ويتيح ذلك لرجال الإطفاء قيادة سيارات إطفاء تصل إلى 5500 كيلوغرام (12،100 رطل) من وزن السيارة الإجمالي مع رخصة القيادة من الدرجة ب.

## رخص قيادة قديمة

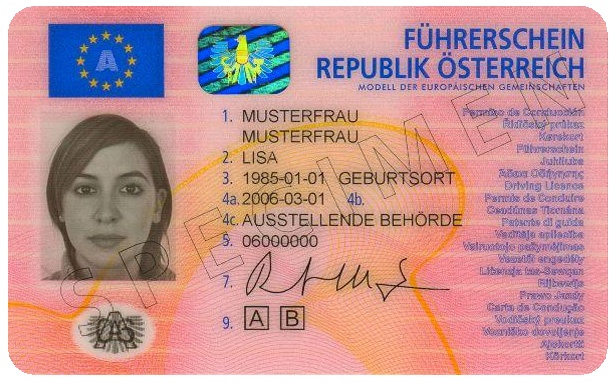
قديم النمساوي رخصة قيادة (استبدال 2013)

## اقرأ أيضاً
رخصة القيادة البريطانية
رخصة القيادة في فرنسا